# Бруней на летних Олимпийских играх 2012
Бруней принимал участие в летних Олимпийских играх 2012 года, которые проходили в Лондоне (Великобритания) с 27 июля по 12 августа, где его представляли 3 спортсмена в двух видах спорта. Бруней был единственной страной, членом Международного олимпийского комитета, который не участвовал в летних Олимпийских играх 2008 года и вернулся в 2012 году. На церемонии открытия Олимпийских игр флаг Брунея несла Мазиа Махусин, а на церемонии закрытия — пловец Андерсон Лим.
На летних Олимпийских играх 2012 Бруней вновь не сумел завоевать свою первую олимпийскую медаль. Двое спортсменов из трёх, которые участвовали только в отборочном раунде, сумели установить новые рекорды Брунея.

## Состав и результаты

### Лёгкая атлетика
Мужчины
Беговые виды
| Соревнование | Спортсмены                | Отборочный раунд | Отборочный раунд | Отборочный раунд | Полуфинал            | Полуфинал            | Полуфинал            | Финал                | Финал                |
| Соревнование | Спортсмены                | Забег            | Результат        | Место            | Забег                | Результат            | Место                | Результат            | Место                |
| ------------ | ------------------------- | ---------------- | ---------------- | ---------------- | -------------------- | -------------------- | -------------------- | -------------------- | -------------------- |
| 400 метров   | Ак Хафий Таджуддин Росити | 3                | 48,67            | 8                | Завершил выступление | Завершил выступление | Завершил выступление | Завершил выступление | Завершил выступление |

Женщины
Беговые виды
| Соревнование | Спортсмены    | Отборочный раунд | Отборочный раунд | Отборочный раунд | Полуфинал             | Полуфинал             | Полуфинал             | Финал                 | Финал                 |
| Соревнование | Спортсмены    | Забег            | Результат        | Место            | Забег                 | Результат             | Место                 | Результат             | Место                 |
| ------------ | ------------- | ---------------- | ---------------- | ---------------- | --------------------- | --------------------- | --------------------- | --------------------- | --------------------- |
| 400 метров   | Мазиа Махусин | 6                | 59,28 (NR)       | 6                | Завершила выступление | Завершила выступление | Завершила выступление | Завершила выступление | Завершила выступление |

### Плавание
Андерсон Лим — единственный спортсмен, которому не удалось выплыть из двух минут на двухсотметровке вольным стилем. Он проиграл 3,35 секунды представителю Маврикия Жилю Марке, ставшему тридцать девятым в общем зачете.
Мужчины
| Соревнование              | Спортсмены   | Отборочный раунд | Отборочный раунд | Полуфинал            | Полуфинал            | Финал                | Финал                |                      |
| Соревнование              | Спортсмены   | Результат        | Место            | Результат            | Место                | Результат            | Место                |                      |
| ------------------------- | ------------ | ---------------- | ---------------- | -------------------- | -------------------- | -------------------- | -------------------- | -------------------- |
| 200 метров вольным стилем | Андерсон Лим | 2:02,26 (NR)     | 40               | Завершил выступление | Завершил выступление | Завершил выступление | Завершил выступление | Завершил выступление |